# طواف ليموزين 2016
طواف ليموزين 2016 (بالألمانية: Tour du Limousin 2016) هو سباق دراجات هوائية، وهو الموسم رقم 49 من نفس السباق، وأقيم خلال الفترة 16 أغسطس 2016، وحتى 19 أغسطس 2016، وهو أحد سباقات طواف أوروبا للدراجات 2016، وهو من نوع سباق المرحلة، وقد شارك في السباق 172 متسابقاً ووصل إلى نهايته 126 متسابقاً.
فاز فيه بالمركز الأول Joey Rosskopf ‏، وبالمركز الثاني سوني كولبريلي، وبالمركز الثالث هوبير دوبون، والفريق الفائز في ترتيب الفرق Androni Giocattoli-Sidermec 2016.

## الفرق
| Unknown team category |  |
|                       |  |

## المراحل
| المرحلة   | التاريخ  | الدورة                       | type         | المسافة (كم) | الفائز بالمرحلة | القائد العام   |
| --------- | -------- | ---------------------------- | ------------ | ------------ | --------------- | -------------- |
| المرحلة 1 | 16 أغسطس | ليموج – أورادور سور غلان     | مرحلة التلال | 165٫5        | Joey Rosskopf ‏  | Joey Rosskopf ‏ |
| المرحلة 2 | 17 أغسطس | Dun-le-Palestel ‏ – Auzances ‏ | مرحلة التلال | 173٫5        | رومان ماكين     | Joey Rosskopf ‏ |
| المرحلة 3 | 18 أغسطس | Le Lonzac ‏ – Liginiac ‏       | مرحلة التلال | 179٫9        | سوني كولبريلي   | Joey Rosskopf ‏ |
| المرحلة 4 | 19 أغسطس | سان ليونار دو نوبلا – ليموج  | مرحلة التلال | 185٫5        | سوني كولبريلي   | Joey Rosskopf ‏ |

## الفائزون
| الترتيب    | الفائز                      |
| ---------- | --------------------------- |
| الفائز     | Joey Rosskopf ‏              |
| الثاني     | سوني كولبريلي               |
| الثالث     | هوبير دوبون                 |
| تسلق الجبل | Flavien Dassonville ‏        |
| أفضل شاب   | Diego Rubio                 |
| الفريق     | Androni Giocattoli-Sidermec |

## وصلات خارجية
- طواف ليموزين 2016 على موقع إحصائيات الدراجات الإحترافية (الإنجليزية)